# Divi filius
Divi filius és una locució llatina que significa 'fill del déu'. Com a títol honorífic, fou utilitzat sovint per August, renebot i fill adoptiu de Juli Cèsar.
L'1 de gener del 42 aC, gairebé dos anys després de l'assassinat de Juli Cèsar el 15 de març del 44 aC, però abans de la victòria final del segon triumvirat sobre els conspiradors que l'havien mort, Cèsar fou deïficat pel senat romà. A partir d'aquell moment, fou anomenat divus Iulius ('el diví Juli'), mentre que el seu fill adoptiu, Octavià, es feu anomenar divi filius ('fill del deïficat', 'fill del déu'). La forma completa, divi Iuli filius ('fill del déu Juli') també tingué un cert ús. Octavià emprà el títol divi filius per avançar en les seves ambicions polítiques i, finalment, s'imposà als seus rivals pel poder en l'Estat romà. El títol era «una eina de propaganda útil» per a August que apareixia a les monedes en circulació.
Com que el mateix August i diversos altres emperadors romans també foren deïficats després de la seva mort, el títol divi filius també es feu servir per a alguns dels successors d'August, entre els quals destaquen Tiberi, Neró i Domicià.